# Y'All Want a Single
Y'All Want a Single är den andra singeln från skivan Take A Look In The Mirror av numetal-bandet Korn. Singeln släpptes i mars 2004. Låten är 3 minuter och 17 sekunder lång och släpptes av skivbolagen Immortal Records och Epic Records. I låten sjungs ordet "Fuck" 87 gånger, dock bytte vissa radiostationer ut det ordet mot "Suck".

## Musikvideo
Musikvideon, som är regisserad av Andrew Jenkins, visar hur bandet går in i en skivbutik och börjar vandalisera butiken, genom att förstöra alla skivor där, när deras fans i butiken ser detta börjar de också att slå sönder saker i butiken, videon kostade endast 150,000 dollar att producera.
Under videons gång visas det snabba meddelanden, som står över hela skärmen.
Dessa är;
- Music Monopoly?
- One Corporation Owns The 5 Major Video Channels In The U.S.
- Is That OK?
- Last Year The BIG 5 Record Labels Together Sold About $25 Billion Dollars Of Music.
- 90% Of Releases On Major Labels DO NOT Make A Profit.
- Britney Spears' Last Video Cost $1,000,000.
- This Korn Video Costs $150,000.
- You Have Seen $48,000 Worth Of Video.
- Will Any Music Channel Play This Video?
- The Music "Industry" Releases 100 Songs Per Week.
- Only 4 Songs Are Added To The Average Radio "Playlist" Each Week.
- Hit Songs On TOP 40 Are Often REPEATED Over 100 Times A Week.
- Is That All You Want To Hear?
- Why Is A Song Worth $.99
- Do You Download Songs?
- Steal This Video.
- This Is A Single.
- Two Radio Conglomerates Control 42% Of Listeners.
- The Record Company Wanted Us To Change This Video. We Didn't.
- Y'all Want A Single.
- 90% Of All Songs Get To "The Hook" Within 20 Seconds.
- 98% Of All #1 Singles Are Less Than 3 Minutes and 30 Seconds Long.
- Does This Seem Like A Formula To You?
- With All This Said...
- We Love Making Music.
- Is This The Music "Business"?
- Is That OK?
- Thank You For Your 3 Minutes Of Time
- Korn
- Music Monopoly?
- Love, Korn